# 原臺南公會堂
原臺南公會堂，位於臺灣臺南市中西區，為臺灣日治時期時臺南第一座具公共集會功能的現代建築物，戰後曾長期作為臺南社教館使用，於民國八十七年（1998年）6月26日公告為臺南市市定古蹟，目前與吳園和柳下食堂作為「吳園藝文中心」的一部分開放民眾參觀。
公會堂的所在地原是清朝道光年間士紳吳尚新的吳園，現於其後仍留有吳園的一部分。而相傳吳園所在地在更早之前是荷治時期向鄭成功建議攻臺的荷蘭通事何斌的府邸，1661年5月3日鄭成功並在此接見經何斌引導的荷蘭使者湯馬斯‧范‧伊伯倫（Thomas van Iperen）與李奧納多‧范‧李奧納杜斯（Leonard van Leonardus）等人。

## 沿革

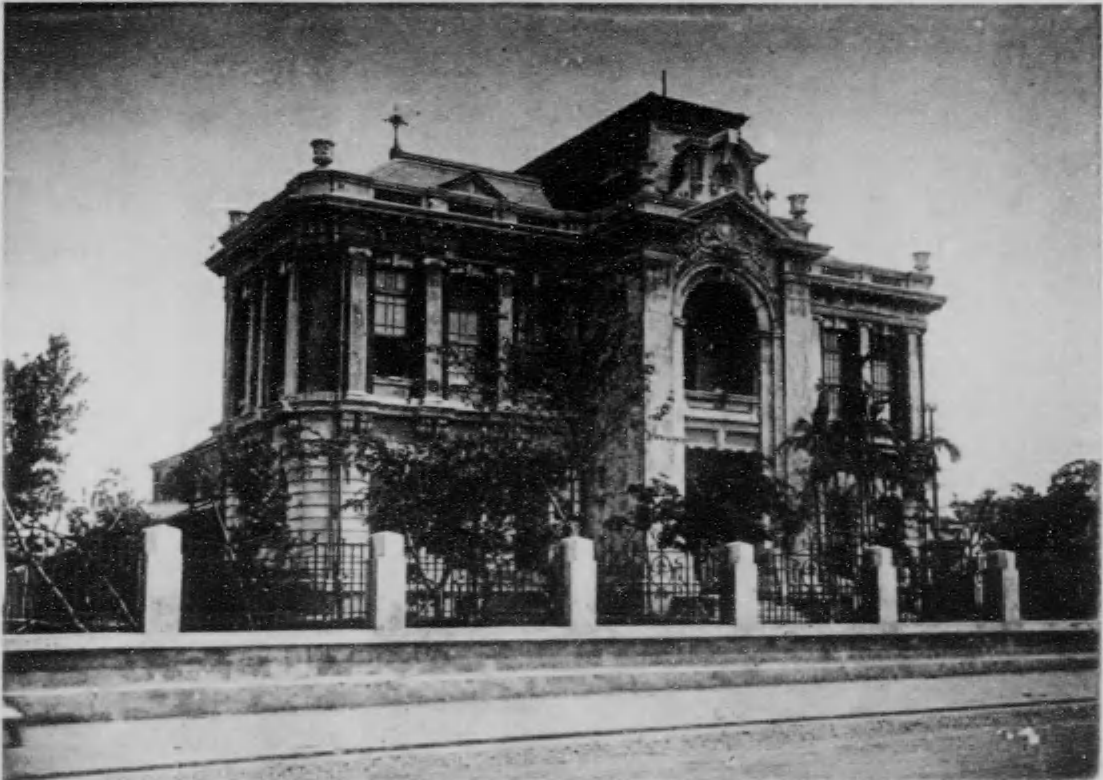
日治時期的公會堂

臺灣日治時期初期由於臺南一帶缺乏公共聚會場所，明治四十年（1907年）臺南廳長津田毅一召集臺南官紳決議成立「社團法人臺南公館」，計畫讓臺南官民每人出資5圓當作籌建基金。此時因為吳家財務欠佳要出售家宅，該組織便打算買下吳園來興建洋館。而後在明治四十三年（1910年）7月，「社團法人臺南公館」變更為「財團法人臺南公館」。同年（1910年）因為將舉行「南部物產共進會」（1911年2月舉行），當時的臺南廳長松木茂俊任命技手矢田貝靜睦設計此建物，官民合資4萬多圓興建，
工程在明治四十三年（1910年）9月12日開工，由佐佐木紀綱的佐佐木組負責興建，最後在次年（1911年）2月1日舉行落成典禮。大正七年（1918年），在本館之外增建45坪的日式座敷和12坪的能劇舞台及控制室。
該建物起初稱為「臺南公館」，後在大正十二年（1923年）8月10日「財團法人臺南公館」解散後，改稱臺南公會堂。該建物是當時臺南市民重要的集會場所，也兼具教化百姓的功能。當時臺南市甚至臺南州、高雄州重要公共政策之制定和演講、集會等均在此舉行，而臺灣文化協會成立後，蔡培火、連橫等人亦在此處演講。
二次大戰後，政府將此棟建築改稱為中山堂，為空軍新生社和軍友社使用，後來又於1955年6月改為省立臺南社教館並予以整修。而在社教館於1994年移到臺南市五期重劃區後，該建築一度因位於市中心而有拆除作為商業區興建大樓之議，最後此議作廢，該建築改為吳園藝文館。近年在經歷整修工程後而呈今貌。

## 財團法人臺南公館
經營「臺南公館」的組織，並未設置專任經營人，而是由理事評議會決定營運方針。底下設有總務課、事業課、會計課，此外還有設有料理主務一人。
1923年8月10日該組織解散後，臺南公館的產權移轉給臺南市役所。

## 建築設計
臺南公會堂為西方古典樣式建築，整體空間是由前棟與後方的大集會堂所組成，其中大集會堂是木構造，位於一基座上，講求機能性而未使用西方歷史建築語彙裝飾。前棟則有較多的西方歷史建築語彙裝飾，在中央入口部分的二樓設有陽臺，更上面的三角型山牆內則有繁複的裝飾浮雕，而山牆之上則是該建築最高的屋頂，上頭突出部分為老虎窗（Dormer Window），其內則開有牛眼窗。而主體屋頂則使用了法國式屋頂（French Roof），並鋪有魚鱗狀板瓦和加上冠飾。
前棟兩翼部分在一樓正面牆上開有三個稍微內凹的圓拱窗，而窗子的拱心石與壁體水平線連成一體；二樓正面牆上則使用了四根臺灣少見的愛奧尼克柱式方壁柱來承接楣樑與挑簷而成三個開間，而柱子之下則有曲線優美的托架，此一處理方法也是少見的。而在兩翼屋頂部分前的矮牆上裝有臺灣傳統建築使用的綠釉花磚，使得該建築增添了一些本土味。
而在屋側旁設有圓井，大集會堂下方的基座中有半圓井。

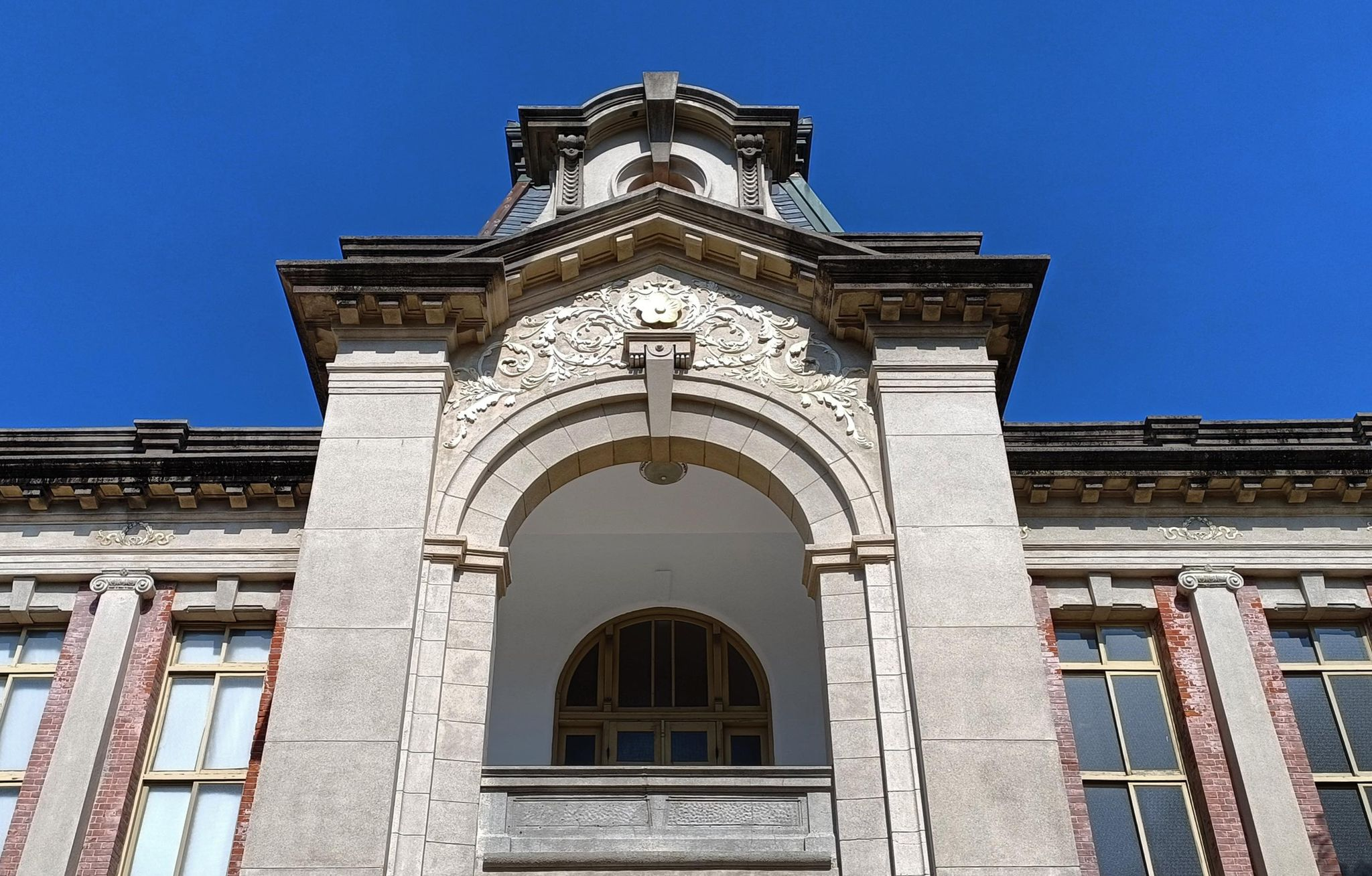
臺南公會堂的立面
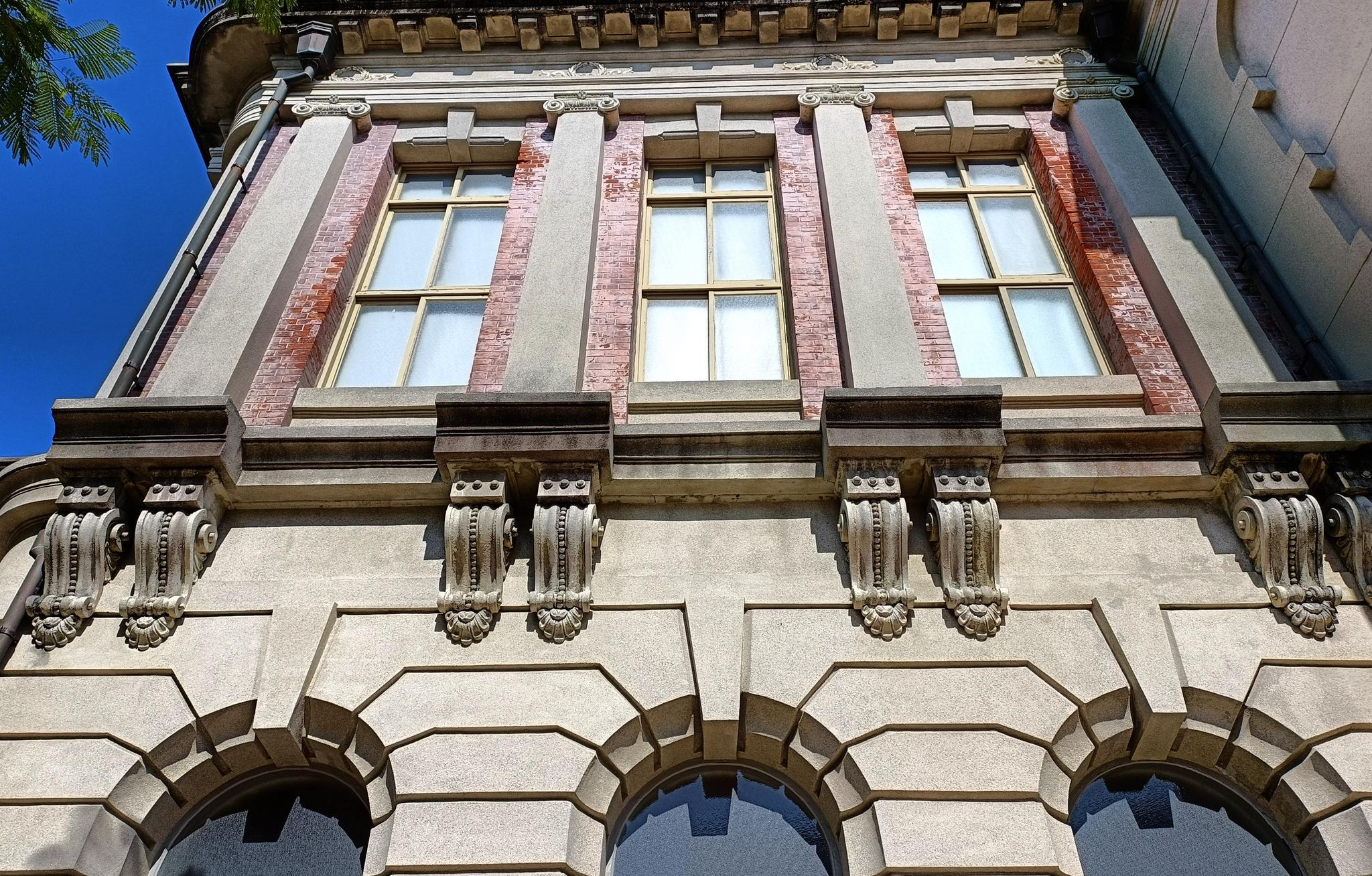
臺南公會堂正面特寫，顯示精緻的西方建築語彙
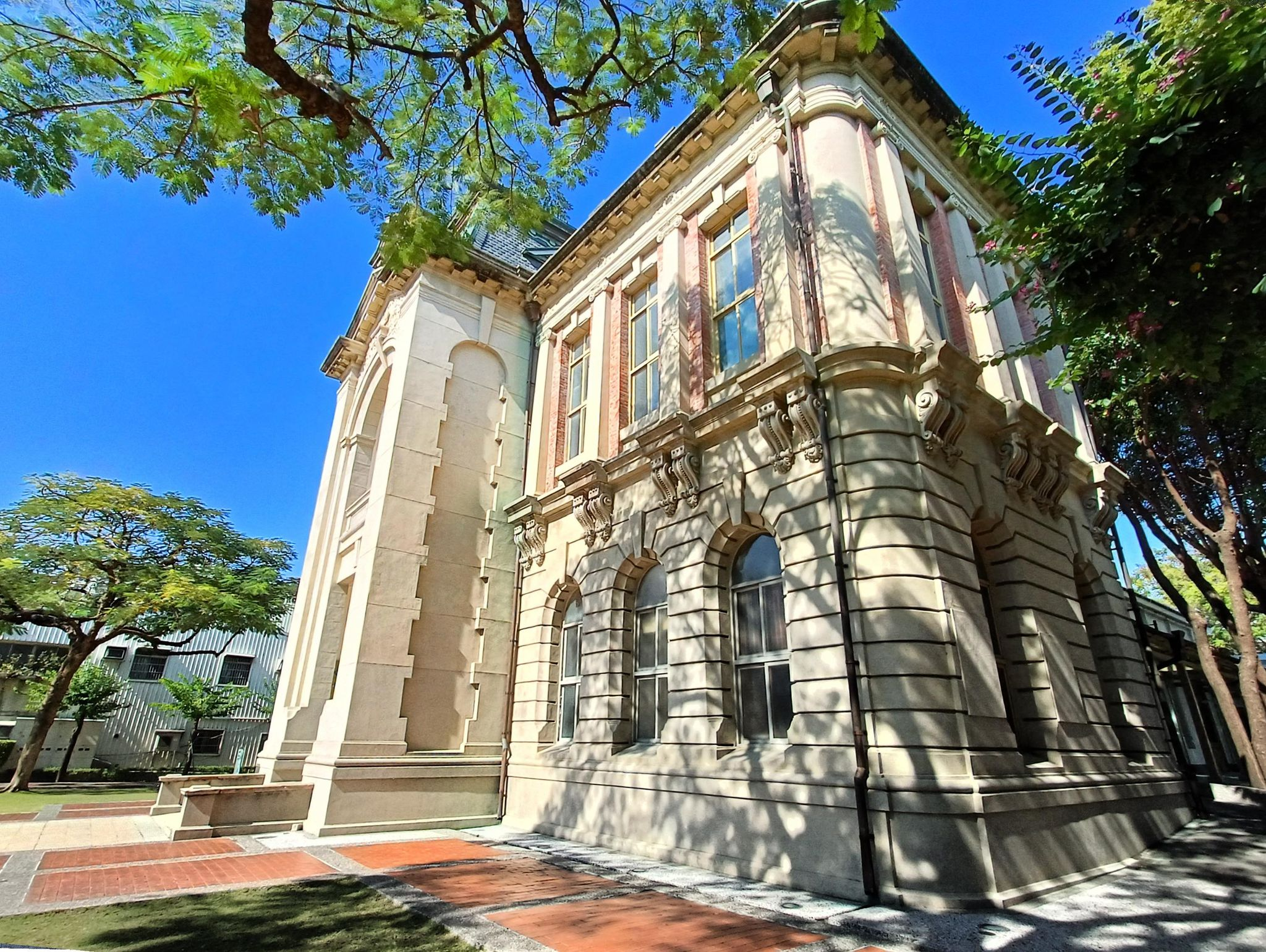
正面轉角處
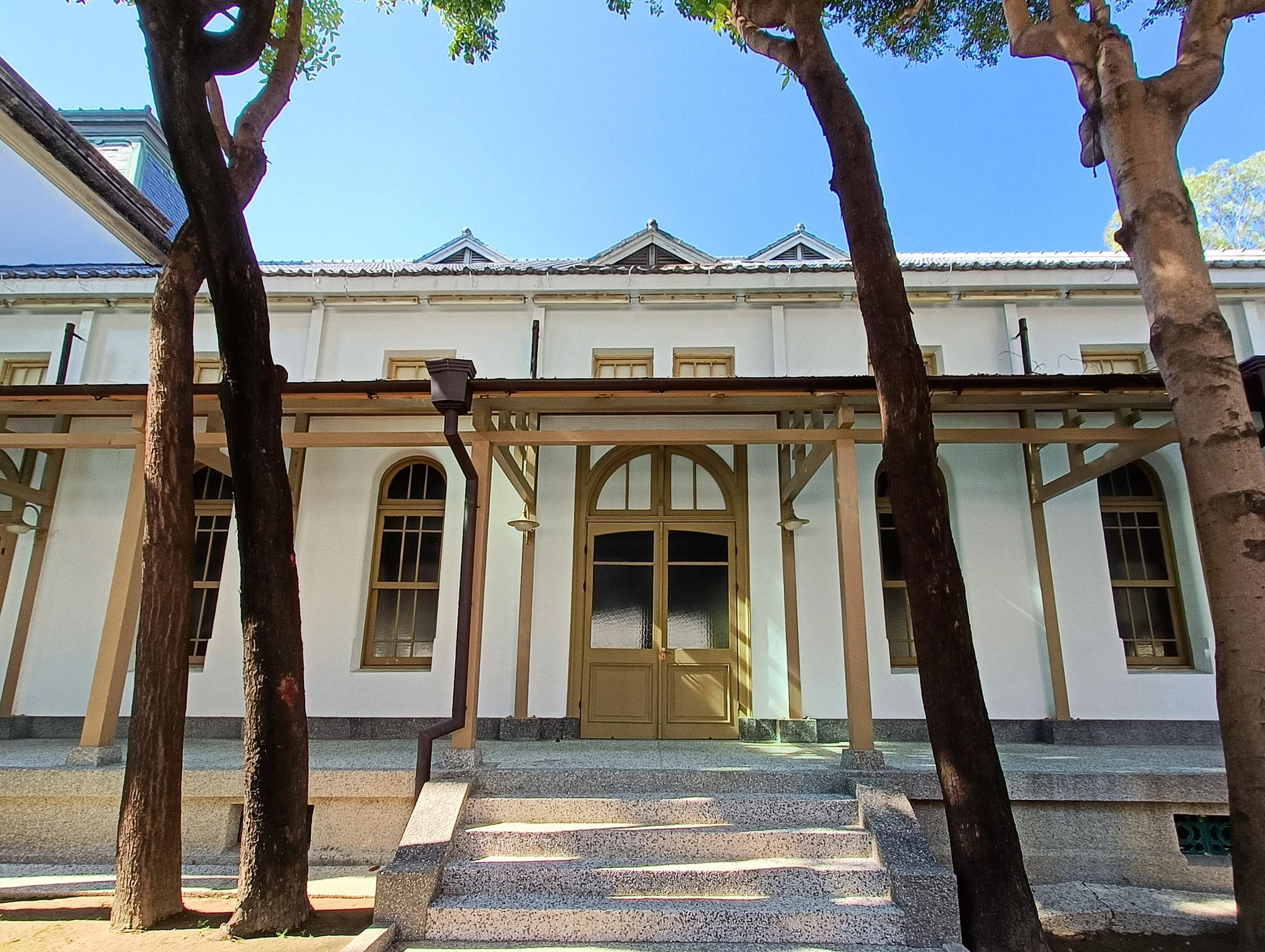
大集會堂，講求機能性而無過多的細節裝飾

### 周圍設施
臺南公會堂右側的建築物日治時期的柳下食堂，建築物建於1934年(昭和9年)，是日治時期臺南最知名的料理店之一，目前則作為茶間「奉茶．十八卯」持續經營中。後方為昔日吳園僅剩的部分設施，包含飛來峰與水榭，再後面便是遠東百貨公園店（原臺南市立圖書館，1974年遷館售地）。

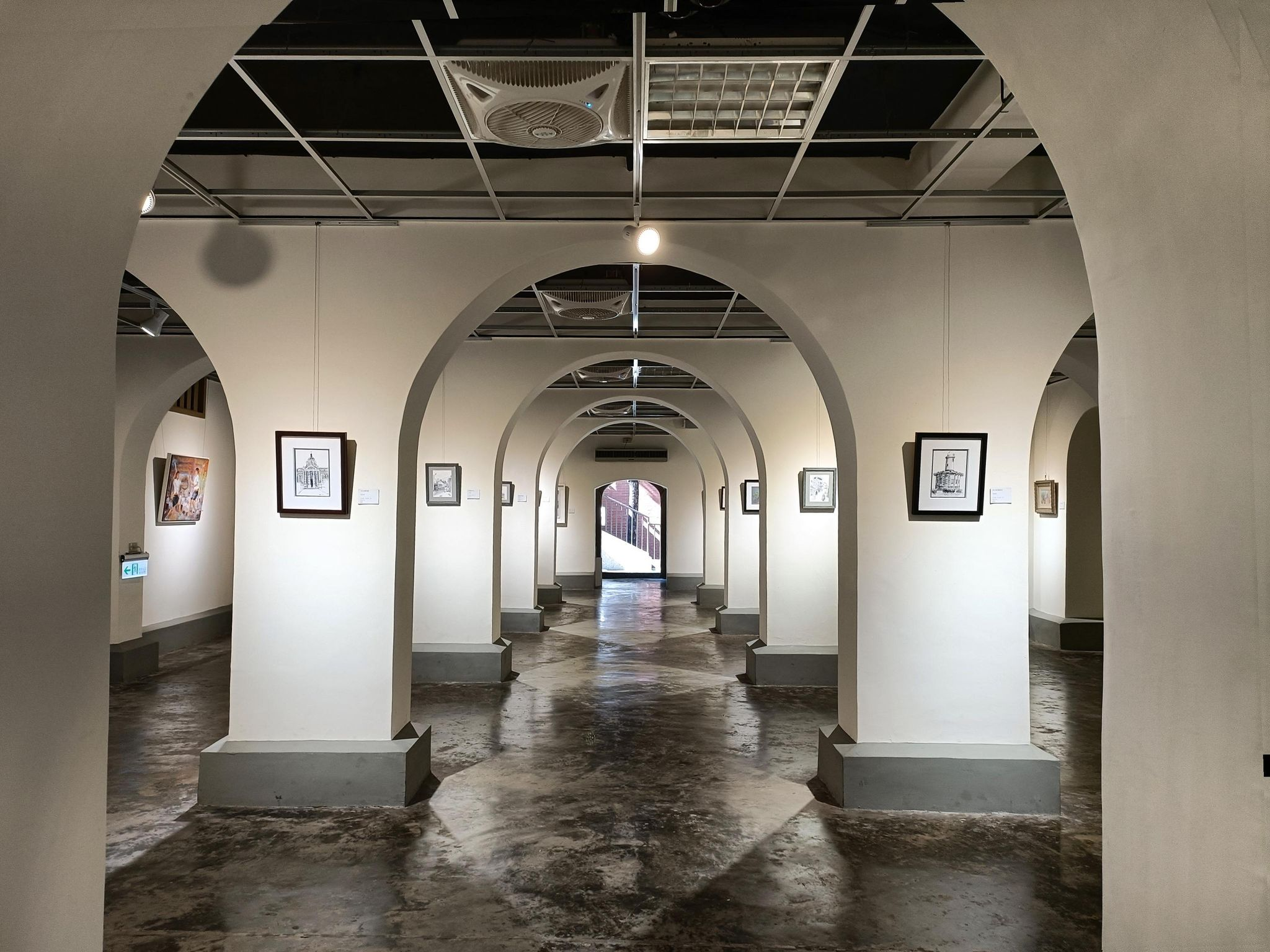
原臺南公會堂的地下室，目前作為展覽空間使用。
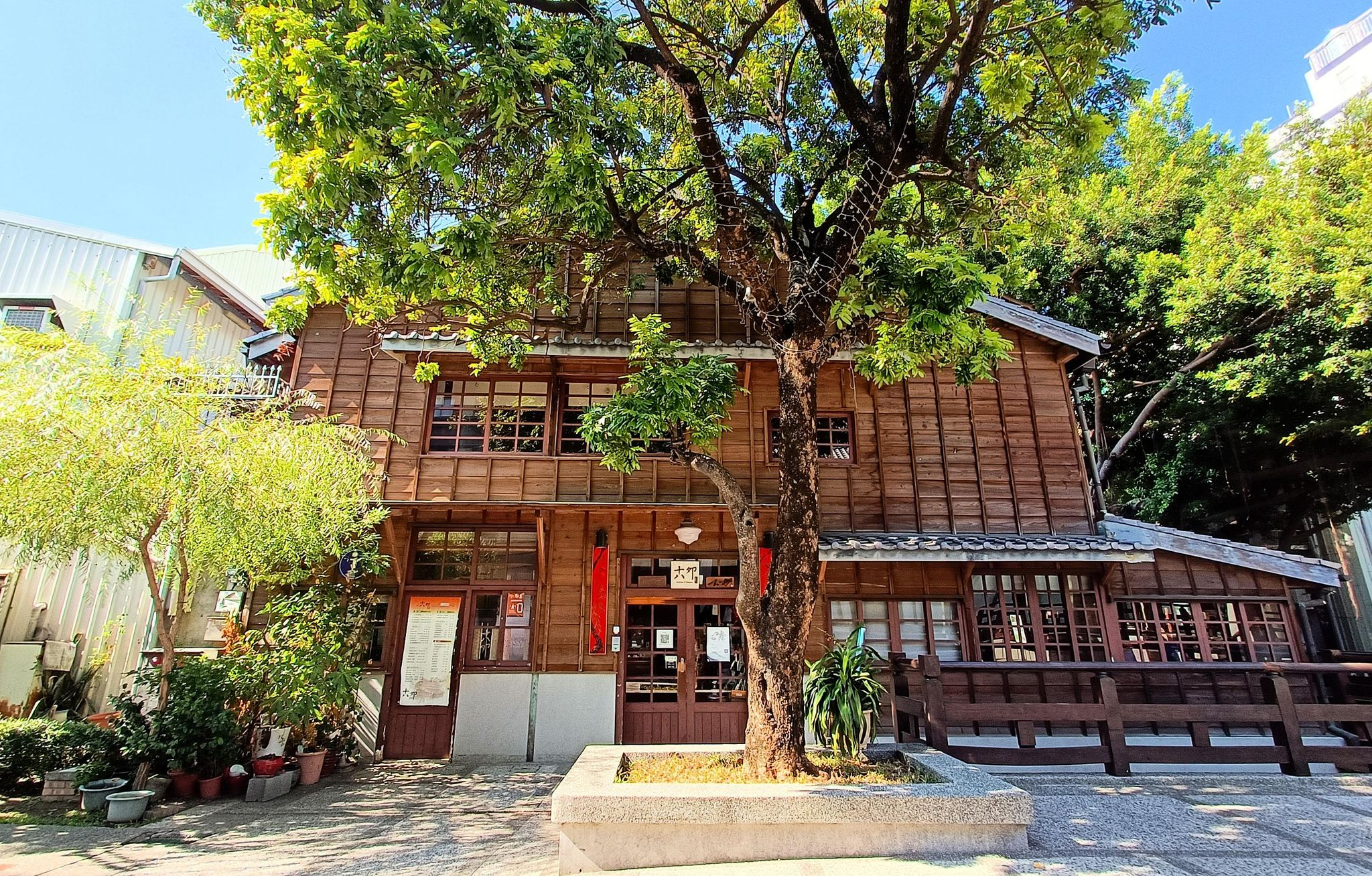
柳下食堂，是臺南當前留存的老料亭之一。
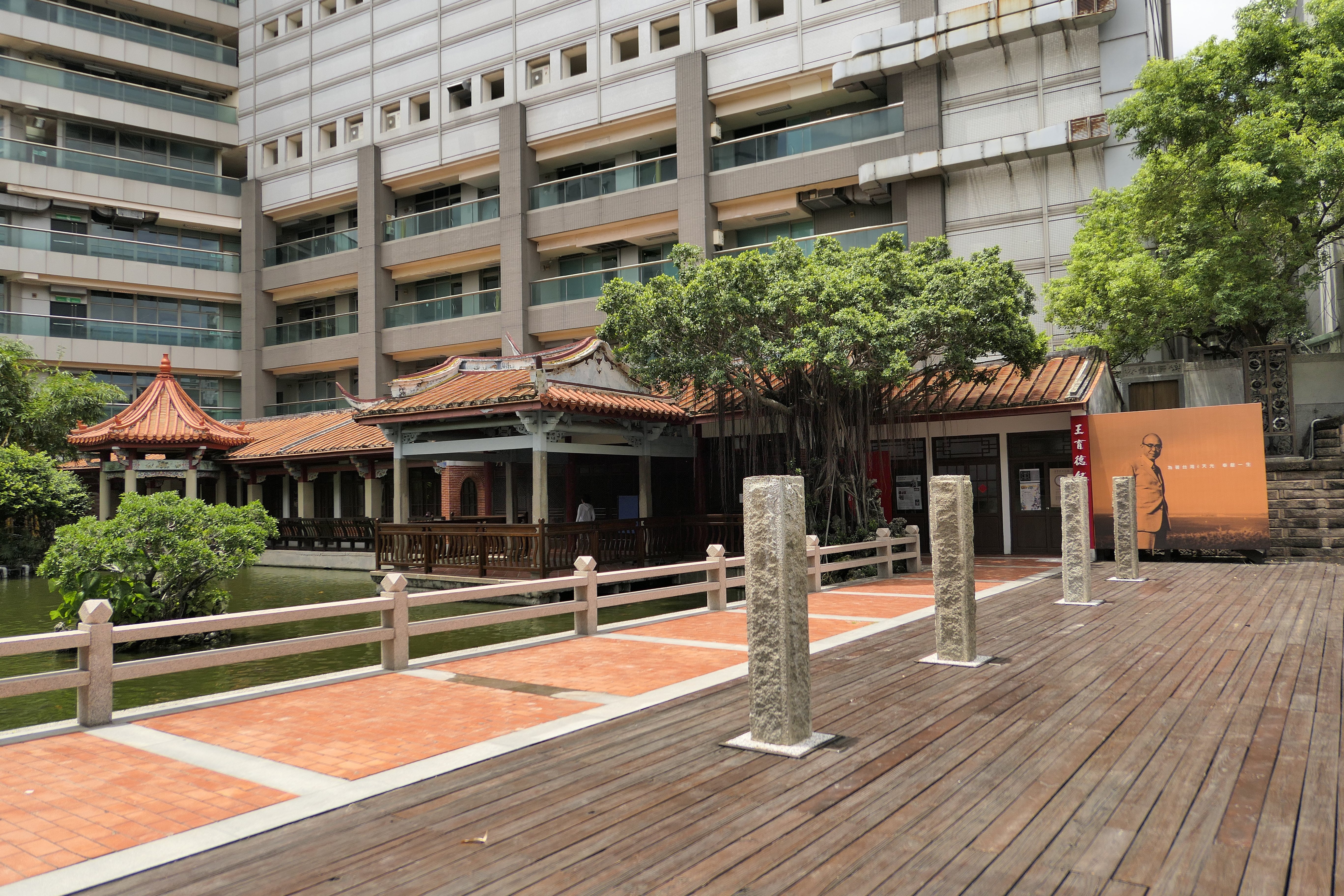
臺南公會堂後側的吳園水榭，目前作為王育德紀念館開放參觀，後方大樓即是遠百公園店。
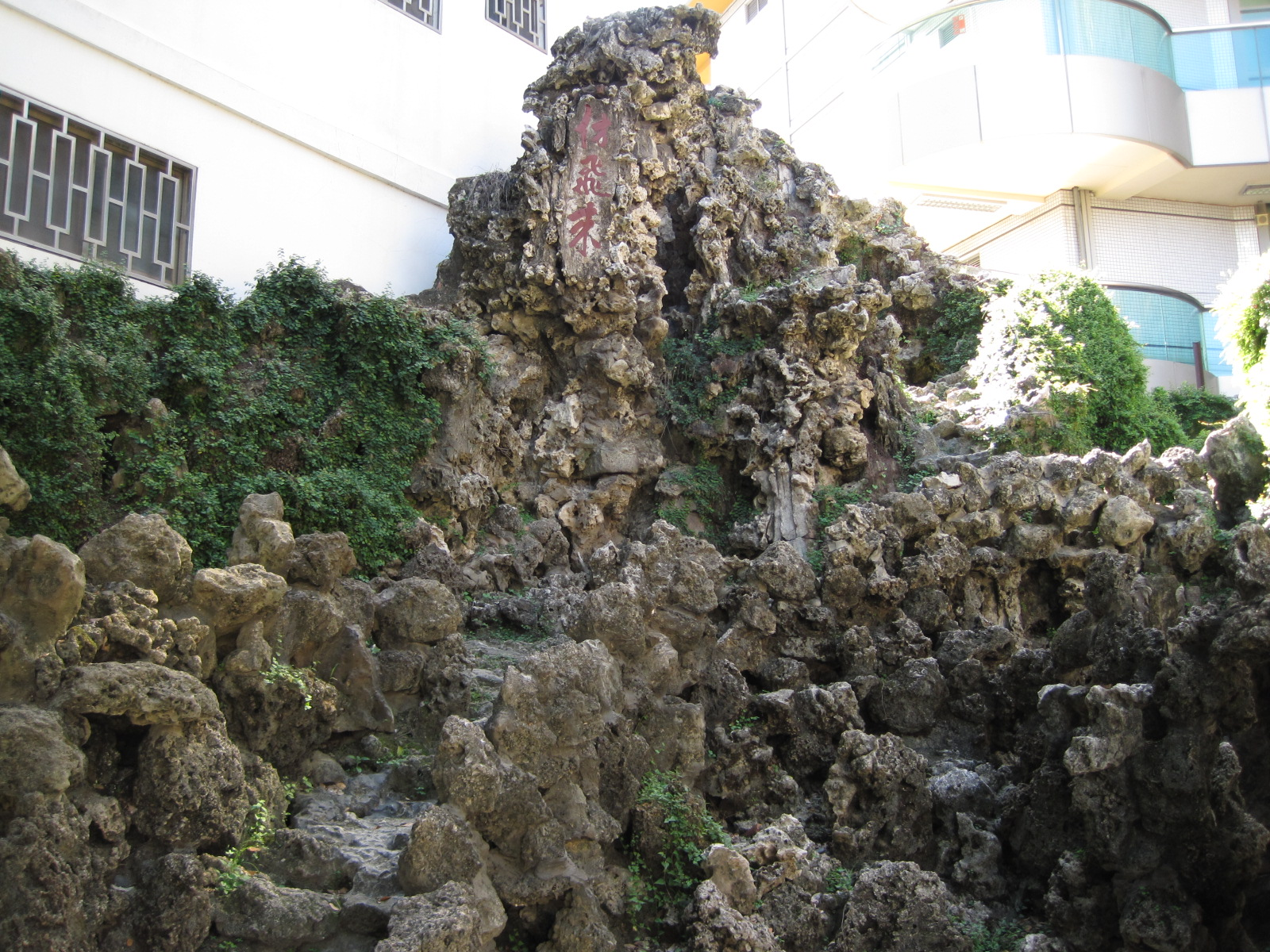
吳園「仿飛來」

## 外部連結
- 臺南市政府文化局——吳園(原臺南公會堂)
- 新竹教育大學數位藝術學習網——臺南公會堂
- 文化部文化資產局——原台南公會堂 （页面存档备份，存于）